# LaLaport台中

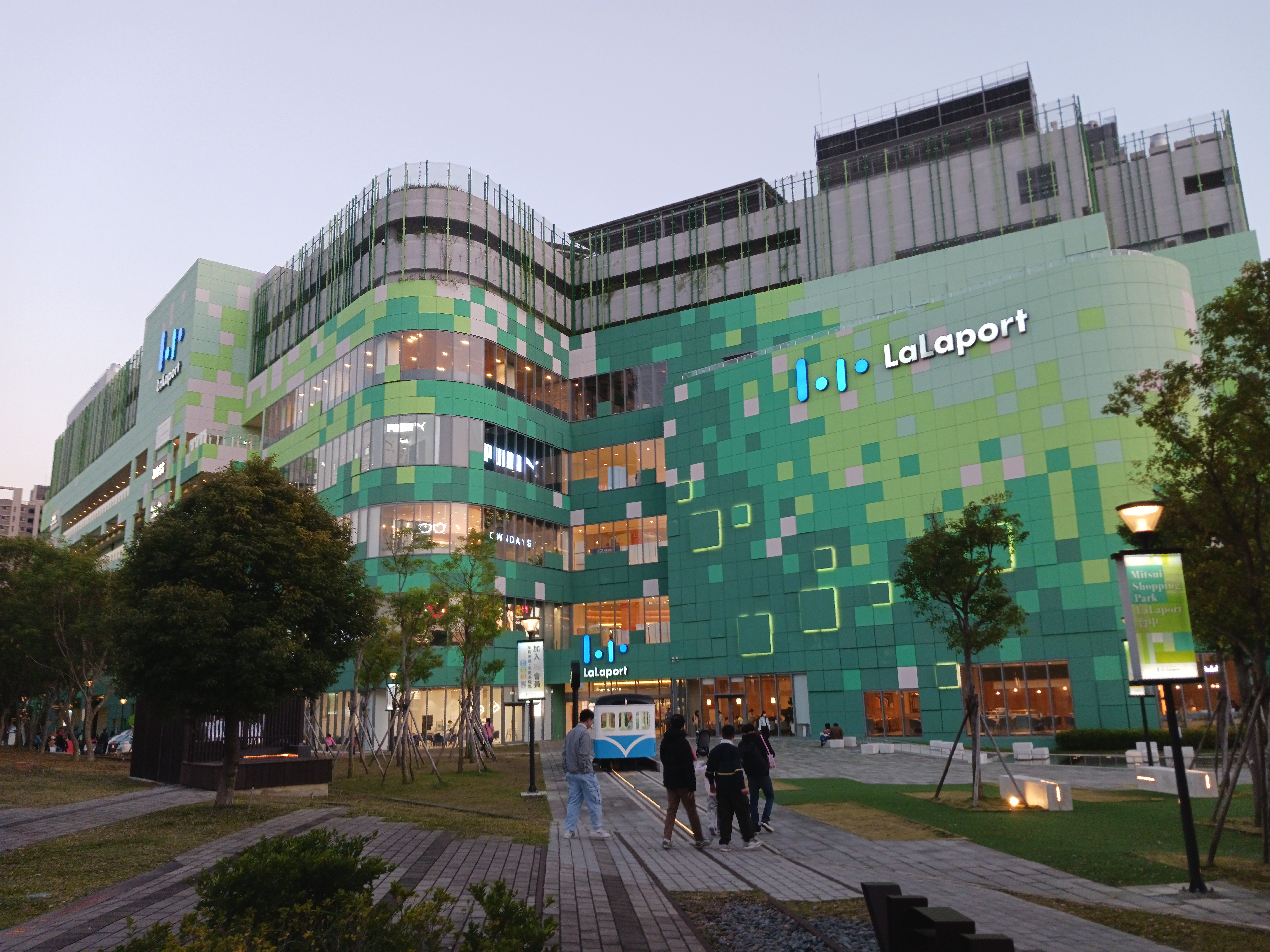
LaLaport台中北館

Mitsui Shopping Park LaLaport 台中（又稱為三井LaLaport台中，簡稱LaLaport 台中）為位於臺灣臺中市東區糖廠湖濱生態園區的親子複合式購物中心，為日本三井不動產旗下LaLaport品牌在台灣的首家分店。 購物中心範圍由復興東一街以東、進德路以西、帝國製糖廠台中營業所以南、忠孝路以北的街廓圍成，占地面積達4.4公頃，分建南北兩棟建築以人行天橋連結。 2023年營業額為新台幣50億元。

## 歷史
2016年9月，日本三井不動產與臺灣港務股份有限公司簽約興建MITSUI OUTLET PARK 台中港時，三井不動產董事總經理、三中港奧特萊斯董事長下町一朗就指出預計開始評估在臺灣興建日本lalaport的據點。
2018年11月，台糖公司評選最優投資人，由三井不動產取得。2019年3月27日，正式與台灣糖業公司簽定地上權契約，將利用湖濱生態公園旁的C、E區土地興建「LaLaport台中」親子型的大型購物中心，規劃約270間店鋪數，由三中東區啦啦寶都公司負責。
2020年6月24日動土，2022年7月25日舉行上梁儀式。南館於2023年1月17日試營運，北館於2023年4月27日試營運，全館於2023年5月16日開幕。

## 樓層簡介

### 北館
| 樓層   | 店面                                                  |
| ------ | ----------------------------------------------------- |
| 6F～RF | 汽車停車場                                            |
| 5F     | 日式美食街、主題餐廳、LaLa Studio、寵物用餐區、藏壽司 |
| 4F     | 戶外運動、美式休閒、咖啡廳、大創百貨                  |
| 3F     | 品牌服飾、生活雜貨、親子用品餐廳、蔦屋書店            |
| 2F     | 日系服飾、流行配件、主題餐廳、美髮沙龍、修改室        |
| 1F     | 名品、保養品、咖啡廳、舞台區                          |
| B1     | 機車停車場、計程車招呼站                              |

### 南館
| 樓層   | 店面                                         |
| ------ | -------------------------------------------- |
| 4F～RF | 汽車停車場                                   |
| 3F     | 主題專門店、宜得利家居、阿卡將本舖、GiGO     |
| 2F     | 主題專門店、台隆手創館、UNIQLO、GU           |
| 1F     | 美食街、烘焙甜品、電器專門店、無印良品       |
| B1     | LOPIA 生鮮超市、松本清、按摩剪髮、機車停車場 |

## 新聞事件
- 2023年5月17日，一名長期失業、依賴家人生活的30歲蘇姓男子，於中午1時43分自4樓中庭平台墜樓倒臥一樓，警方到場時已無生命跡象，緊急送醫不治。[14]

- 2024年3月31日，一名年約40歲的男子在LaLaport逛街時，突然在空橋上昏倒、一度失去呼吸心跳，嚇得目擊民眾趕緊通報求助。警消趕抵現場後，隨即實施急救，男子順利恢復心跳，未料送往醫院進一步治療，急救30分鐘仍宣告不治。[15]

- 2024年9月23日，台中知名賣場LaLaport發生民眾昏倒意外，23日下午4時許，一名62歲林姓男子在廁所內長時間沒有回應，打掃人員發現異狀後立刻報案求救，救護人員到場發現男子已無生命跡象，經送醫搶救宣告不治。[16]

- 2024年12月2日，台中LaLaport賣場傳出員工猝死意外，2日中午12時許，一名60歲謝姓女員工在賣場地下室理貨時突然昏倒，消防隊獲報到場時，發現謝女已無生命跡象，經送往中國附醫搶救仍宣告不治。[17]

## 外部連結
- LaLaport台中｜LaLaport Taichung （页面存档备份，存于）
- LaLaport台中的Facebook專頁
- LaLaport台中的Instagram帳戶